# بزرگراه ۴۰۰ انتاریو
بزرگراه ۴۰۰ انتاریو (به انگلیسی: Ontario Highway 400) نام یک بزرگراه در استان انتاریو کانادا است. این بزرگراه که با نام بزرگراه تورنتو-بری نیز نامیده می‌شود پس از بزرگراه ۴۰۱ طولانی‌ترین بزرگراه استان انتاریو به شمار می‌رود.